# Hagymagumó
A hagymagumó (bulbotuber) a hagyma és a gumó tulajdonságait keverten mutató módosult föld alatti hajtás. A gumóhoz abban hasonlít, hogy a hagymáknál ismert tönkrész itt gumóvá vastagodott, abban viszont különbözik tőle, hogy ezt a gumót a hagymához hasonlóan hártyás, száraz allevelek (buroklevelek) borítják. A hagymától még abban tér el, hogy hiányoznak róla a húsos pikkelylevelek. A hagymagumó gumójában keményítőt tartalmazó raktározó szövet található.
Hagymagumója van például a kikericseknek és a sáfrányoknak.
Álhagymagumónak a két szárcsomó között kialakult raktározóképleteket nevezzük (álhagymagumós orchideák: Calanthe, Pleione).

## Hagymagumós növények
Néhány termesztett növénynemzetség, amelyeknek (legalábbis legtöbb fajuknak) hagymagumója van:
- Arisaema
- Bessera
- Musa
- Brodiaea
- Colchicum
- Crocosmia
- Crocus
- Dichelostemma
- Dierama
- Ensete
- Freesia
- Gladiolus
- Iris
- Liatris
- Milla
- Montbretia
- Pulaka
- Romulea
- Sagittaria
- Tecophilaea
- Xanthosoma